# Hannes Obreno
Hannes Obreno (Brugge, 8 maart 1991) is een Belgisch voormalig roeier.

## Biografie
Obreno komt uit in de skiff. Hij begon zijn carrière in 2008. In 2013 werd hij tweede op het wereldkampioenschap U23. In 2014 werd hij achtste op de wereldkampioenschappen. In 2016 werd hij vierde op de Olympische Spelen. Omwille van gezondheidsredenen stopte hij in 2018 met competitieroeien.

## Palmares
- 2008: 14e, Wereldkampioenschap junioren klasse M2x
- 2010: 6e, Wereldkampioenschap U23 klasse LM1x
- 2010: 7e, Europees kampioenschap klasse LM2x
- 2011: 13e, Wereldbeker München klasse LM2x
- 2012: 4e, Wereldkampioenschap U23, klasse M1x
- 2012: 10e, Europees kampioenschap klasse M2x
- 2013: , Wereldkampioenschap U23 klasse M1x
- 2014: 19e, Wereldbeker Lüzern klasse klasse M1x
- 2014: 8e, Wereldkampioenschap klasse M1x
- 2015: 5e, Europees kampioenschap klasse M1x
- 2015: 12e, Wereldkampioenschap klasse M1x
- 2016: , Wereldbeker Varese klasse M1x
- 2016: 4e, Europees kampioenschap klasse M1x
- 2016: , kwalificatietoernooi Olympische Spelen
- 2016: , Diamond Challenge Sculls op de Henley Royal Regatta
- 2016: 4e, OS klasse M1x